# Kevin Sorbo
Kevin Sorbo (Mound, Minnesota, 24 de septiembre de 1958) es un actor estadounidense. Sus papeles protagónicos más conocidos han sido en dos series de televisión: como Hércules en Hercules: The Legendary Journeys (1995-1999)  y como el capitán Dylan Hunt en Andrómeda (2000-2005).

## Carrera
Estudió en la Universidad de Minnesota y trabajó como modelo para anuncios publicitarios antes de obtener el papel de Hércules en Hercules: The Legendary Journeys. Desde la cancelación del programa, Sorbo trabajó interpretando al capitán Dylan Hunt en Andrómeda. En 2005 Fox le ofreció la oportunidad de formar parte del reparto de la famosa serie estadounidense The O.C.. En dicha serie interpreta a Frank Atwood, el personaje al que debe parte de su fama actual después de Hércules. Actualmente reside en el condado de Los Ángeles, California.

## Vida personal
Está casado con la actriz Sam Jenkins desde 1998, a quien conoció en un rodaje de la serie Hércules, en varios de cuyos episodios también participó. Juntos tienen tres hijos, dos varones y una niña.
Sorbo es cristiano. Fue criado en una familia luterana, pero más tarde decidió asistir a una iglesia no-denominacional. Es partidario del Partido Republicano de los Estados Unidos. Ha participado como protagonista en varias películas cristianas, incluyendo Soul Surfer (2011), What if... (2010), God's Not Dead y Revelation Road: The black rider (2014)

## Filmografía
- Condition: Critical (1992)
- Cheers (episodio 1, 1992)
- Slaughter of the Innocents (1993)
- The Commish (episodio1, 1993)
- Murder, She Wrote
- Hercules in the Maze of the Minotaur (1994)
- Hercules in the Underworld (1994)
- Hercules: The Legendary Journeys - Hercules and the Circle of Fire (1994)
- Hercules: The Legendary Journeys - Hercules and the Lost Kingdom (1994)
- Hercules and the Amazon Women (1994)
- Cybill (1 episodio, 1995)
- Hercules: The Legendary Journeys (111 episodios, 1995-1999)
- Xena: la princesa guerrera (2 episodios, 1995-2000)
- Kull el Conquistador (1997)
- Hercules & Xena: Wizards of the Screen (1997)
- Hercules and Xena - The Animated Movie: The Battle for Mount Olympus (1998) (V) (voz)
- Just Shoot Me! (1 episodio, 1999)
- Andrómeda .... Captain Dylan Hunt (110 episodios, 2000-2005)
- Dharma & Greg (4 episodios, 2001)
- According to Jim (1 episodio, 2003)
- Hope & Faith (1 episodio, 2004)
- Last Chance Cafe (2006) (TV) - Chance Coulter
- Two and a Half Men (episodio 1, 2006)
- The O.C. (7 episodios, 2006-2007)
- Psych .... Byrd Tatums (episodio 1, 2007)
- Walking Tall: Lone Justice (2007) (V) - Nick Prescott
- Avenging Angel (2007) (TV) - Predicador
- Something Beneath (2007) (TV) - Padre Douglas Middleton
- An American Carol (2008) .- George Mulrooney
- The Middleman .... Guy Goddard (episodio, 2008)
- Never Cry Werewolf (2008) (TV) - Redd Tucker
- Prairie Fever (2008) (V) - Sheriff Preston Biggs
- Meet the Spartans (2008) - Captain
- Puzzle Vision (2009)- Harold Grayson
- Flesh Wounds (2009) (TV) - Tyler
- Paradox (2009)- Sean Nault
- Wolf Canyon (2009) (TV) - Rick Denham
- The Super Hero Squad Show (2009) serie de TV - Ka-Zar
- Lightning Strikes (2009) (TV) - Sheriff Bradley
- The Conduit (2009) (VG) - Prometeo
- Tommy and the Cool Mule (2009) (V) - Dodge Davis
- Gary Unmarried - Seven (episodio 1, 2009)
- Bitch Slap (2009) - Sr. Phoenix
- Fire from Below (2009) - Jake Denning
- Action Hero (2009)
- What if... (2010) - Ben Walker
- Sleeping with the Lion (2010) - Wiley York
- Tales of an Ancient Empire (2010) - Aedan
- aka Abelar: Tales of an Ancient Empire
- Wog Boy 2: Kings of Mykonos (2010) - Pierluigi
- Action Hero (2010) - como él mismo (aparición especial), de Brian Thompson
- Changing Hands (2010) - El Padre
- Julia X (2010) - El extranjero
- Soul Surfer (2011) - Holt Blanchard
- Stormrider (2013)
- Revelation Road: The Back Rider (2014) - Honcho
- God's Not Dead (2014) - Profesor Radison
- Confessions of a Prodigal Son (2015) - Papá
- Sharknado 3: Oh Hell No! (2015) - Coronel Tony Saracen
- Mythica: The Necromancer (2015) - Gojun Pye
- Mythica: The Darkspore (2015) - Gojun Pye
- Mythica: A Quest for Heroes (2015) - Gojun Pye
- Spirit of the Game (2016) - Parley Condie
- Mythica: The Godslayer (2016) - Gojun Pye
- Rodeo Girl (2016) - Duke Williams
- Mythica: The Iron Crown (2016) - Gojun Pye]]
- Caged No More (2016) - Richard / Jack
- Boone: El cazarrecompensas (2017) - Él mismo
- The Firing Squad (2024) - Pastor Lynbrook[3]

## Estrella invitada
| Año  | Título                                | Papel                        | Notas |
| ---- | ------------------------------------- | ---------------------------- | --- |
| 1988 | 1st & Ten                             | Barry                        | "...The Clock Runs Out" |
| 1991 | Santa Barbara                         | Repartidor                   | |
| 1992 | Cheers                                | No recibió créditos          | "License to Hill" |
| 1993 | Murder, She Wrote                     | Michael Burke                | "A Virtual Murder" |
| 1993 | The Commish                           | Mark                         | "Dying Affection" |
| 1995 | Cybill                                | Rick                         | "The Last Temptation of Cybill" |
| 1995 | Xena: Warrior Princess                | Hércules                     | "Prometheus" |
| 1996 | The Rosie O'Donnell Show              | El mismo                     | |
| 1998 | Sin City Spectacular                  | El mismo                     | |
| 1998 | Late Night with Conan O'Brien         | El mismo                     | |
| 1998 | Mad TV                                | El mismo                     | |
| 1999 | Just Shoot Me!                        | Scott                        | "An Axe to Grind" |
| 2000 | Xena: Warrior Princess                | Hércules                     | "God Fearing Child" |
| 2000 | Celebrity Profile                     | El mismo                     | "Kevin Sorbo" |
| 2000 | The Howard Stern Show                 | El mismo                     | |
| 2001 | Dharma & Greg                         | Charlie                      | "Educating Dharma: Part 1 & 2" |
| 2001 | The Howard Stern Show                 | El mismo                     | |
| 2001 | Dharma & Greg                         | Charlie                      | "The End of the Innocence: Parts 1 & 2" |
| 2001 | The Big Breakfast                     | El mismo                     | |
| 2003 | According to Jim                      | Darryl Buckner               | "The Pass" |
| 2004 | Hope & Faith                          | Kenny                        | "Mismatch" |
| 2004 | Live with Regis and Kelly             | El mismo                     | |
| 2005 | Love, Inc.                            | Padre John                   | "Amen" |
| 2006 | Two and a Half Men                    | Andy                         | "Always a Bridesmaid, Never a Burro" |
| 2007 | The O.C.                              | Frank Atwood                 | "The Earth Girls Are Easy", "The My Two Dads", "The Groundhog Day", "The Case Of The Franks", "The Shake-Up", "The Night Moves", "The End's Not Near, It's Here" |
| 2007 | Psych                                 | Byrd Tatums                  | "Bounty Hunters!" |
| 2008 | The Middleman                         | 1969 middleman / Guy Goddard | "The Obsolescent Cryogenic Meltdown" |
| 2009 | Gary Unmarried                        | Larry                        | "Seven" |
| 2010 | The Super Hero Squad Show             | Ka-Zar                       | Voice only |
| 2010 | Hawaii Five-0                         | Carlton Bass                 | "Ko'olauloa" |
| 2011 | The Guild                             | El mismo                     | "Social Traumas" |
| 2012 | Don't Trust the B---- in Apartment 23 | El mismo                     | "The Wedding" |
| 2012 | Key & Peele                           | Brad                         | Episode #2.6 |
| 2015 | The Sparrow                           | Pastor Dave                  | |
| 2017 | Supergirl                             | Lar Gand, King of Daxam      | "Exodus", "Star-Crossed", "Distant Sun" |

## Videojuegos
- The Conduit (como Prometheus)
- God of War III (como Hércules)
- Smite (como Retro-Hércules)